# Konzervativizam
Konzervativizam (lat. conservatismus) je određeno stanje duha, način mišljenja o čovjeku i društvu koji je usredotočen na čuvanje postojećeg političkog, društvenog i gospodarskog poretka. To je stajalište pojedinca i skupina, koje se protive naglim promjenama postojećeg stanja. Danas se izraz rabi u različitim značenjima pa se govori o političkom, kulturnom, vjerskom i jezičnom konzervativizmu. Konzervativizmom se naziva i posebna politička taktika i metoda djelovanja koja podupire status quo, ravnotežu, pomirljivost i kompromis te oklijevanje prema promjenama. To se značenje uvriježilo i u običnom govoru pa se pod konzervativizmom misli na sve što je suzdržano, oprezno, skeptično i nesklono naglim promjenama.
Kao ideologija, konzervativizam se oblikuje u 19. stoljeću, u sukobu s liberalizmom i socijalizmom. Za njegovo nastajanje odsudna je Francuska revolucija. Njezin prvi i najveći kritičar Edmund Burke smatra se ocem modernog konzervativizma, a revolucionarne ideje i politike trajan su predmet osporavanja konzervativaca. 

## Etimologija
Izraz konzervativizam skovan je polovicom 19. stoljeća.  Podrijetlo imena je u latinskoj imenici conservatio, koja od kraja srednjeg vijeka ulazi u europske jezike u značenju »očuvati nešto od kvarenja ili uništenja«. Na prijelazu između 18. i 19. stoljeća u engleskom se jeziku izraz rabi u političkom značenju očuvanja postojećeg političkog poretka. U Francuskoj je između 1818. i 1820. izlazio list La Conservateur, koji je uređivao romantičarski pisac Rene de Chateaubriand, koji je zastupao ideju obrane staroga poretka.

## Sastavnice
U svojem ogledu Konzervativizam kao ideologija (1957.), Samuel Huntington tvrdi da konzervativizam nije bio uska ideologija opravdanja aristokratskog otpora Francuskoj revoluciji. Edmund Burke je istim konzervativnim argumentima branio ne samo feudalne francuske institucije, nego također komercijalne engleske i tradicionalne indijske. Konzervativizam nije ni autonomni sustav općevažećih ideja kao što su poredak, ravnoteža i umjerenost, koje svaka inteligentna osoba može prihvatiti. On se u povijesti pojavljuje samo u vrijeme velikih političkih previranja. Za Huntingtona je konzervativizam sustav ideja koje služe za obranu uspostavljenih institucija kada su one izvrgnute temeljitom napadaju. U normalnom stanju stvari postoji skup razboritih maksima, npr. da postojeće institucije utjelovljuju mudrost prošlih naraštaja, da su predrasude, iskustvo i običaji bolji vodiči nego razum, logika i apstrakcije, ali imaju slab politički rejting. No, kad se pojavi nešto poput Francuske revolucije, te maksime postaju političke životne istine kojima se može objasniti stanje i povesti mase ljudi. Kad su ugroženi temelji društva, konzervativna ideologija podsjeća ljude na nužnost nekih institucija i poželjnost postojanja drugih. To objašnjava ponašanje nekih liberala koji, suočeni s napadima radikala s lijeva na liberalizam, razvijaju konzervativnu obranu vlastitih liberalnih institucija. Burke je sam bio vigovski liberal. Iako Huntingtonovo razmatranje ima više problematičnih točaka, ono ipak upozorava na bitnu os konzervativne ideologije: ideja obrane postojećeg poretka, autoriteta, etabliranih institucija, tradicije, svega što bi on nazvao temeljima društva. Hrvatski pravnik Šefko Kurtović naveo je da je filozofija konzervativizma "mijenjati čuvajući ono što još vrijedi".

### Poredak
Ideja poretka ključna je za konzervativnu misao. Poredak se održava tradicijom, navikom pokoravanja. Racionalizam, ideja o slobodnom umu, shvaćen je kao subverzivno učenje koje ruši temelje svake legalnosti. Za konzervativce uloga zakona nije održavanje slobode, nego čuvanje poretka. Za njih je sloboda uvijek udružena s redom i poretkom. Burke je pisao: "Jedina sloboda na koju mislim jest sloboda povezana s redom; sloboda mora postojati zajedno s redom i vrlinom, inače je nema". Moderni konzervativac Robert Nisbet zaključio je: "Prava sloboda nije utemeljena na negativnoj psihologiji puštanja. Njezini su korijeni u pozitivnim činima posvećivanja ciljevima i vrijednostima. Sloboda pretpostavlja autonomnu egzistenciju vrijednosti koje čovjek želi slobodno slijediti i prema njima živjeti". Za konzervativce bez prava nema države. Prema konzervativnom shvaćanju zakoni obvezuju, bez obzira na suglasnost, i ne treba vjerovati u racionalnost kao osnovu pojedinačnog i društvenog života. Pozivajući se na bezuvjetnu valjanost prava, konzervativizam je prirodno razvio ideju o suverenosti kao izvoru prava. Suverenost je neotuđivo i nedjeljivo pravo donošenja odluke i onaj tko u državi ima to pravo smatra se suverenom. Povezivanjem legalnosti i suverenosti nastaje kozervativna ideja obveze - ljudi moraju slušati suverenu vlast jer se ona ne zasniva na njihovoj suglasnosti, već na pravu. Pravo se poštuje bezuvjetno, pa nije moguće poslušnost uvjetovati suglasnošću. Konzervativna misao polazi od stava da prošle odluke obvezuju. Štoviše, engleski su konzervativci tvrdili da je "zakon to bolji što je stariji". Prema konzervativnim autorima, vlast ne dijeli pravdu nego slijedi pravo, a izvor prava je u moralnim normama, a one ne nastaju nekim postupkom racionalnog odlučivanja, već sponatno.

### Autoritet
Za mnoge konzervativce, liberalizam je trojanski konj totalitarizma. Stalnim rušenjem tradicionalnih autoriteta on slabi društvenu strukturu, ohrabruje nastanak mase i zatiranje individualnosti te time utire put totalitarnom gospodaru. Pritom konzervativci razlikuju moć i autoritet. Prema Robertu Nisbetu, moć je jednostavno primjena sile bez pristanka, što se događa i u diktaturama i u egalitarističkim demokracijama. Autoritet je, međutim, zasnovan na pristanku i obvezi, on proizlazi iz "ciljeva i funkcija koje zahtijeva odgovor i darovitost" ljudi. Autoritet za konzervativce nije tek nužno zlo niti proizlazi iz ugovora slobodnih pojedinaca, nego se razvija prirodno, kao dio prirodnog oblika društvenog života koji se ne može promijeniti nikakvim izvedenim tvorbama. Roditelji imaju autoritet nad djecom bez ikakva prethodnog ugovora ili sporazuma. Autoritet se razvija iz prirodne nužnosti. On je ukorijenjen u prirodi društva i u svim institucijama. Za dobro je društvo važno da postoji i razvija se mnoštvo autoriteta koji služe raznim oblicima života. Svatko treba vodstvo, potporu i sigurnost spoznajući gdje mu je mjesto i što se očekuje od njega. Iz isticanja važnosti autoriteta proizlazi naglašavanje uloge vodstva i discipline.
Za konzervativce je prirodna struktura društva hijerarhijska. Socijalne su nejednakosti neizbježna posljedica ustroja društva koje se temelji na prirodnim nejednakostima. Kao što mozak, srce i pluća obavljaju različite funkcije unutar tijela, različiti staleži i skupine koje čine društvo imaju svoje specifične uloge. Država je organski izraz različitih skupina i korporacija u društvu; putem nje one se žele izraziti, a ona nastoji biti "agencija" tih skupina. Konzervativci odbijaju politizaciju i uvlačenje mase u upravljanje državom. Građani su kao djeca unutar obitelji - treba im vođenje i disciplina. Valja ih naučiti da budu svjesni svojih dužnosti i obveza, a ne samo svojih prava. Autoritet države prirodno je nužan i provodi se za dobro građana, ali će većina konzervativaca brzo reagirati protiv neopravdane uporabe vladinih ovlasti. Vlada mora biti ograničena u tom smislu da ne može i ne smije pokušati promijeniti ljudska bića. Politika treba biti ograničena na pomirbu sukoba između skupina i pojedinaca, i ne smije biti zaokupljena moralno ispravnim i pogrešnim. Za modernog konzervativca Michaela Oakeshotta, vlada se ne treba baviti time što je moralno ispravno, a što nije, njezina zadaća nije da pravi ljude dobrima ili čak boljima. Ona nije nužna zbog neke prirodne izopačenosti čovječanstva, nego samo zbog "stalne sklonosti ljudi prema neobičnostima".

### Ljudska nesavršenost
Konzervativizam ima pesimističan pogled na ljudsku prirodu. Za razliku od liberala, koji pojedinca vidi racionalnim bićem sposobnim za sporazumijevanje s drugima kako bi poboljšali svoj život i imutak, za konzervativce su ljudi pogrešiva, ograničena, poluracionalna bića čije se ponašanje ne može poboljšati. Ljudi su moralno nesavršena bića, njihove su intelektualne sposobnosti ograničene, a ljudski su poslovi odviše složeni. Konzervativci su stoga uvelike zaokupljeni osobnim karakterom. Za njih ljudi provode svoje živote boreći se s velikim silama iskušenja, svakodnevno se suočavajući s tradicionalnim porocima - sklonošću zadovoljstvu, a ne ispunjavanju dužnosti, pogreškama samoljublja i samopraštanja i drugima. Ti se poroci mogu svladati samo disciplinom, vjerom i institucionalnim ograničenjima. Zato je za Burka prva pretpostavka postojanja društva obuzdavanje ljudskih nagona, ograničavanje njihovih sklonosti i podčinjavanje njihovih strasti. Ljudska se bića mogu civilizirati samo ako se onemogući izražavanje njihovih nasilnih i antisocijalnih nagona. Konzervativci stoga ističu ulogu tradicionalnih institucija - obitelji, crkve, vlade, korporacija, škole - koje imaju zadaću razviti u čovjeku osjećaj osobne discipline, hrabrosti i motivacije, te suzbiti ili ograničiti pogreške koje ljudi čine. Stoga je konzervativni pisac Peter Viereck definirao konzervativizam kao "političku sekularizaciju učenja o istočnom grijehu". Prema njegovu mišljenju, institucije moraju činiti ono što ljudi ne mogu: osigurati strukture koje će nadomjestiti ograničenja ljudske prirode, ali čuvajući ljudski potencijal za konstruktivno djelovanje. Iz osnovnog uvida u ljudsku nesavršenost i pogrešivost proizlazi konzervativni pristup politici, suprotstavljen radikalno reformističkim, revolucionarnim i totalitarnim pokretima koji su obilježili povijest od vremena Francuske revolucije. Za Noela O'Sullivana, konzervativizam je "filozofija nesavršenosti, vezana za ideju granica i usmjerenja prema obrani jednog stila ograničene politike". Burke se borio protiv "duha inovacije", pukog obožavanja promjene radi nje same. Taj duh inovacije posebice je smrtonosan kada se primjenjuje na ljudske institucije. Za Oakeshotta je moderna povijest Europe "zatrpana projektima racionalističke politike". Konzervativci svoje ideje više temelje na iskustvu i stvarnosti, izbjegavajući doktrinarne sheme. Za njih reforme i revolucije često izazivaju veće patnje od dotadašnjih. Ne činiti ništa ne može biti bolje nego činiti nešto i konzervativci će uvijek nastojati osigurati da "liječenje ne bude gore od bolesti".

### Tradicija
Bitna ideja konzervativizma jest obrana tradicije, čuvanje uspostavljenih običaja i institucija. Upravo zato što toliko traju, institucije treba čuvati. Povijest i nije drugo do stečeno, prenošeno i institucionalizirano iskustvo naraštaja. Ona se izražava postojanošću struktura, navikama i predrasudama koje se prenose naraštajima. Sadašnjost nije slobodna za svakovrsnu konstrukciju, kako tvrde racionalistički konstrukcionisti. Temelj političkog života jest povijesna zajednica koju tvore mnogi naraštaji ljudskih bića, oblikovani samosvjesnim tradicijama svojih nacija i zemalja. Ta povijesna tradicija stvara uvjete života suvremenika i oni se ne mogu promijeniti bez velikih šteta. Edmund Burke je to jezgrovito izrekao tvrdnjom da "prošlost mora stvarati sadašnjost". On je opisivao društvo kao partnerstvo prošle, sadašnje i buduće generacije (između živih, mrtvih i onih koji se tek trebaju roditi). Za Burka "ljudi koji ne gledaju naprijed, na potomstvo, nikad ne gledaju ni natrag, na svoje pretke". Tradicija je, kako kaže Gilbert Keith Chesterton, "demokracija mrtvih" u kojoj oni čija je jedina zasluga da tumaraju po zemlji moraju poštovai doprinos ili glasove svojih prethodnika. Tradicija izražava skupljenu mudrost prošlosti koja se čuva u institucijama. Pravi ustav jednog naroda nije komad papira, on živi u povijesti njegovih institucija. Progresisti vide sadašnjost kao početak budućnosti, a za konzervativce ona je posljednja točka do koje je dospjela prošlost u svom neprekidnom razvoju. Mi ne možemo znati gdje smo, a još manje kamo idemo, dok ne znamo gdje smo bili - to je stajalište osvještenog konzervativca. Konzervativci obožavaju tradiciju i zbog toga što ona pojedincu daje osjećaj pripadnosti i stabilnosti, priskrbljuju ljudima identitet i osjećaj ukorijenjenosti. Promjene su putovanje u nepoznato, stvaraju neizvijesnost i nesigurnost.

### Organicizam
Konzervativizam je u osnovi antiindividualistički usmjeren, te ističe skupinu umjesto pojedinca. Istina, u suvremenosti, osobito u SAD-u, uz organicistički ili tradicionalni konzervativizam, govori se o individualističkom ili libertarijanističkom konzervativizmu, koji se vezuje uz uspon neokonzervativizma. Međutim, uporaba izraza individualistički može se pripisati specifičnom značenju izraza liberalizam i konzervativizam u SAD-u. U biti konzervativizam je organicistički. Pojedinac je dio društvenih skupina kojima pripada, u koje se ukorjenjuje; to su obitelj, prijatelji, posao ili rad, mjesna zajednica ili čak nacija. Te skupine daju pojedinčevu životu sigurnost i značenje. Za konzervativce je obitelj temelja društvena skupina i društvena institucija, proizvod prirodnih društvenih pobuda kao što su ljubav, skrb i odgovornost. Ona svim članovima daje sigurnost i o njima se brine, uči pojedince vrijednostima dužnosti i nužnosti poštovanja drugih. Za konzervativce sloboda ne znači puštanje pojedinca na miru, nego svjesno prihvaćanje društvenih obveza i obavljanje svojih dužnosti. Društvene skupine oblikuju se prirodno, proizlaze iz prirodnih nužnosti. Društvo postoji prije pojedinca, ono pomaže oblikovati individualni karakter i osobnost. Ono nije nešto mehaničko, nije stroj čiji su dijelovi pojedinačno razdvojeni i zamjenjivi. Društvo je organska cjelina, sustav skupina, a ne puki zbroj pojedinaca. Ono je živa stvar, organizam, čiji dijelovi rade zajedno kao mozak, srce, pluća i jetra unutar ljudskog organizma. Društvo je organsko u artikuliranosti svojih institucija i uzajamnosti odnosa svojih funkcija, kao i u svojem nužnom, neponištivom i kumulativnom razvoju kroz vrijeme. Svaki dio toga organskog društva - obitelj, crkva, vlada - ima posebnu ulogu u funkcioniranju cjeline i odražava zdravlje društva. Ono nije stroj, umjetni proizvod, nego prirodna stvar koja raste i razvija se prema svojim pobudama. Najopasnije je dirati u prirodni tok stvari, npr. uvođenjem kontrole rađanja, izazivanjem prirode umjetnim izumima, ulaženjem u genetski lanac i način na koji priroda uspostavlja ravnotežu. Jedan pogrešan korak u prirodnom lancu može pokvariti sve, uništiti napore naraštaja. Joseph de Maistre, koji je Francusku uspoređivao sa starim hrastom što širi svoje grane i pruža hlad Europi, kaže da se jedno drvo može posjeći za nekoliko sati, a potrebne su stotine godina da ono naraste. Ako se posiječe, to se više ne može popraviti. Slično je sa svim umjetnim i nepromišljenim promjenama kojima čovjek narušava prirodu.

### Religija
Konzervativizam je među velikim političkim ideologijama jedinstven po svom isticanju Crkve i judeo-kršćanskog morala. Svi razni konzervativci, a među njima najviše Burke, bili su zgranuti jakobinskim udarima na Crkvu u Francuskoj. Konzervativizam ističe društvenu vrijednost religije. Religija je bitan socijalni cement društva. Za Burka je ona "čovjekova kopča u ovom inače nerazumljivom i zato neprijateljskom svijetu". To je moralna tvornica koja opskrbljuje društvo skupom zajedničkih vrijednosti i uvjerenja što su svakom društvu potrebna da bi ga održala na okupu. Nisbet primjećuje da je za politički konzervativizam važan jedino institucionalni aspekt religije. Institucionalna crkva ima dvije bitne vrijednosti: ona ptiče pripisivanje određene svetosti vitalnim političkim institucijama i odnosima, i drugo, crkva ima ulogu moralnog nadzornika nad državnim vlastima i njihovim samovoljnim postupcima. Demokršćanske stranke diljem Europe otvoreno promoviraju kršćanske vrednote, a talijanski su demokršćani imali posebno bliske odnose s Vatikanom. Anglikanska Crkva često se opisuje kao "Konzervativna stranka na molitvi".

### Domoljublje
Ljubav prema vlastitoj zemlji važan je element svake vrste konzervativizma. Domoljublje je istodobno prirodan i zdrav nagon. Osjećaj privrženosti i ljubavi koje imamo prema svojoj obitelji treba proširiti na naciju i zemlju. Zato plaćamo poreze i spremni smo uzeti oružje da je branimo. Konzervativci vezuju vrijednost patriotizma s kulturom. Naš jezik, simboli, iskustva, sve to dijelimo s našim sudržavljanima, a državljanima drugih zemalja. Kultura se prenosi s generacije na generaciju i povezuje se u nacionalnom pamćenju. Za konzervativce je čovječanstvo skup nacija od kojih svaka teži održati poseban karakter i jedinstvenost, stvarajući prirodnu branu sumnjičavosti prema namjerama i ponašanju drugih nacija. Konzervativci nacionalnu državu ne smatraju samo političko-teritorijalnom jedinicom, nego moralnim poretkom.

### Vlasništvo
Konzervativno uzdizanje sigurnosti vlasništva proizalazi iz njegove vezanosti za legalizam, tradiciju i autoritet. Liberali smatraju vlasništvom važnim za razvoj osobe. Konzervativci će tome dodati da bez sigurnosti vlasništva nitko ne može imati pouzdana očekivanja od budućnosti, poredak postaje nesiguran te se povećava mogućnost anarhije. Vlasništvo je oblik zaštite, donosi sigurnost u svijetu neizvjesnosti, a vlasnici su glavni održavatelji reda i zakonitosti jer su najzainteresiraniji za održavanje poretka, za poštovanje zakona, autoriteta i društvenog poretka. Konzervativci stoga osobito poštuju zemljišno vlasništvu. Prema Burku, mnogo je lakše svakom građaninu usaditi smisao za važnost poretka ako on putem svoje imovine ima dio u društvu. A taj dio nikad nema težinu za svijest i savjest pojedinca ako nije riječ o vlasništvu u obliku zemlje ili neke druge nepokretne imovine. Joseph Schumpeter dokazivao je da je uspjeh socijalizma olakšan djelovanjem nekih štetnih sila protiv vlasništva. Tvrdio je da kapitalistički proces oduzima život samoj ideji vlasništva time što običnim paketom dionica zamjenjuje zidove i strojeve tvornice. Uz očuvanje poretka, vlasništvo je za konzervativce proširenje individualne osobnosti. Ljudi se ostvaruju kroz ono što imaju. Usto, vlasništvo je izraz kontinuiteta društva jer nije nastalo tijekom jednog naraštaja. Zadaća je sadašnje generacije čuvati ga za sljedeće.

## Oblici konzervativizma
Konzervativizam se izvorno pojavljuje kao otpor modernizaciji, kao način mišljenja koji ističe važnost određenih duhovnih i materijalnih interesa uništenih ili barem potisnutih nastankom modernog građansko-individualističkog, industrijskog i tržišno-konkurencijskog društvenog stanja te kao suprotnost liberalizmu kao ideologiji napretka. Možemo govoriti o trima fazama ili oblicima konzervativizma: autoritarnom ili reakcionarnom konzervativizmu, paternalističkom ili umjerenom konzervativizmu te liberalnom konzervativizmu ili neokonzervativizmu.

### Autoritarni konzervativizam
Reakcionarni ili autoritarni konzervativizam pojavljuje se potkraj 18. i početkom 19. stoljeća kao reakcija na Francusku revoluciju, odnosno kao suprotnost ideologiji liberalizma čije su ideje potaknule Američki rat za neovisnost i Francusku revoluciju. U vrijeme Revolucije, glavni branitelj autokratske vladavine bio je francuski političar i mislilac Joseph de Maistre. Za njega je uzor savršene vladavine papina vlast nad Crkvom. De Maistre se zalagao za obnovu apsolutne vlasti nasljedne monarhije. Vjerovao je u prednost neupitnog prihvaćanja tradicionalnog autoriteta, u organsko društvo povezano "prijestoljem i oltarom". Njegova je glavna zamisao bila očuvati poredak koji sam po sebi može ljudima dati zaštitu i sigurnost. Revolucija, pa čak i reforma, može oslabiti lance koji drže ljude zajedno i prouzročiti pad u kaos i ugnjetavanje. Tijekom 19. stoljeća, europski su konzervativci bili skloni vrijednostima autokratske vladavine. Ona je bila posebno ukorijenjena u Rusiji, gdje je car Nikola I. obznanio moto "pravoslavlje, autokracija i nacija", nasuprot vrijednostima koje je potaknula Francuska revolucija - "Sloboda, jednakost, bratstvo". U Francuskoj je autoritarni konzervativizam uspostavljen u obliku bonapartizma, koji je spoj autoritarizma i obećanja gospodarskog napretka i društvenih reformi. Time je nastala svojevrsna plebiscitarna diktatura koja je postala svojstvena za 20. stoljeće, a modelski joj je oblik peronizam.
Konzervativna revolucija, koja se zbivala u Njemačkoj 1920-ih i 1930-ih, obično se svrstava u zaseban oblik konzervativizma jer poredak shvaća na nov način, ne kao statičnu, nego kao dinamičnu i konfliktnu cjelinu. Ali njezina je revolucionarnost bio tek pokušaj prilagodbe revoluciji za koju je smatrala da može razoriti konzervativne vrijednosti, pa je zato, kako je to jasno formulirao Arthur Moeller van den Bruck, potrebno staviti revolucionarna sredstva ili čak revolucionarne postulate u funkciju "spašavanja života Europe i Njemačke". Njezina unutarnja ideološka struktura nastavila se na tradiciju majsterovskog reakcionarnog konzervativizma, ali je prilagođena novim prilikama i ciljevima. Nastala kao reakcija na njemački poraz u Prvom svjetskom ratu, ona je obnovila tradicionalne konzervativne motive i vrednote te im dala osobito pojačanje - rat kao izvorište pravog morala i prave zajednice, herojstvo kao njezinu bit, uzdizanje nacije kao čvrste zajednice drugarske bliskosti koja prožima sve, te vizija totalne mobilizacije kao najvišem cilju. To je rezultiralo novim poimanjem autoriteta, koji je pojačao hijerarhijski i sveprožimajući karakter dotadašnje konzervativne zamisli državnog autoriteta. Konzervativna revolucija našla je u pretku totalnog autoriteta jamstvo nacionalne moći i branu usponu totalnog planskog socijalizma. Njezini teoretičari, kao što su Carl Schmitt, Ernst Jünger i drugi, polazili su od uvjerenja da je liberalizam rabio čvrsto organsko jedinstvo nacionalne zajednice i time potkopao temelje državne moći. Socijalizam je samo dovršio taj destruktivni projekt. Preuzimajući od socijalista revolucionarnu strast i mržnju prema buržoazijskom svijetu i njegovim institucijama, osobito parlamentarizmu, oni su rješenje pronašli u totalitarnoj državi, pokretu i ideologiji. Iako se ne može poistovjetiti s nacionalsocijalizmom, konzervativna revolucija je omogućila njegov prodor jer je stvorila duhovnu klimu i uporište za njegov uspon, kao i ideje kojima se može opravdati nacionalsocijalistička politika.

### Paternalistički konzervativizam
Paternalistički konzervativizam je oblik konzervativizma koji je prevladavao u 19. i 20. stoljeću, a oslonac nalazi u Burkovom poučku da promjene mogu katkad biti toliko prirodne ili neizbježne da im se ne smijemo opirati. "Država koja nema načina izvesti neku promjenu, nema ni načina održati se". Takav pragmatičan pristup, koji zagovara da se bitne konzervativne vrijednosti mogu zaštititi samo ako se poštuju praktične okolnosti ili iskustvo, odbacuje dramatične ili radikalne promjene, ali je spreman prihvatiti razumno shvaćanje "promjene radi očuvanja". Šefko Kurtović je ukazao kako je filozofija paternalističkog konzervativizma "mijenjati čuvajući ono što još vrijedi".
Dok je u prvoj polovici 19. stoljeća političkim životom dominirala opreka konzervativaca i liberala, od 1848. ta se opreka ublažavala pred nadirućim socijalizmom. Konzervativne snage više ne zastupaju tvrdi antiliberalizam, nego se liberalno tržišno društvo poima kao poredak kojeg valja braniti. U drugoj polovici 19. stoljeća, konzervativci u Engleskoj prihvaćaju demokraciju kao neizbježnu realnost unutar koncepcije sloge rada i kapitala. Britanski državnik Benjamin Disraeli u svojoj je političkoj filozofiji dokazivao da je industrijalizam izazvao, s jedne strane, uništenje ustaljenih standarda ponašanja i raspad starih hijerarhijskih odnosa u kojima su vladari dobro znali za svoje dužnosti prema podanicima, te, s druge strane, rastuće ekonomske nejednakosti koje bi mogle podijeliti Britaniju u dvije nacije - naciju bogatih i naciju siromašnih - te izazvati revoluciju. Disraeli zagovara jedan tip konzervativne reforme koja bi sprječavanjem revolucije bila u dugoročnom interesu bogatih. Ta se ideja iskazala u njegovoj doktrini o "jednoj naciji", koja zajedničkim ciljevima povezuje aristokraciju i radništvo nasuprot razornom djelovanju modernog kapitalizma. Za Disraelija je lijek za nesreću koja je snašla društvo "iskreni povratak sustavu koji se može opisati kao lojalnost i duboko poštovanje, kao vođenje brige o narodnim pravima i iskazivanju socijalnih suosjećanja". On tvrdi da bogatstvo i povlastice podrazumijevaju socijalne obveze, posebno odgovornost za siromašne. Bogati i moćni moraju preuzeti barem socijalne odgovornosti, što je zapravo cijena povlastice. Od zemljovlasnika se zahtijevala očinska odgovornost za njihove seljake, a od kralja odgovornost za naciju. Disraeli je romantizirao srednjovjekovnu sliku odnosa vladara i podanika. Bit je socijalne reforme stvoriti aktivnu aristokraciju. Aristokracija ponovno mora preuzeti ulogu vodstva kako bi poboljšala prilike običnih ljudi. Ona u modernom dobu mora obnoviti duh srednjovjekovnih vitezova, koji nisu bili samo dobrotvori slabih, već su ih i štitili. Aristokracija mora preuzeti paternalističku brigu za puk, jer "puk nije jak, puk ne može nikada biti jak". Disraelijeva "torijevska demokracija" i na njegovu projektu oživljena Konzervativna stranka, pokazivali su stvarnu brigu za dobrobit običnog naroda. Disraeli je kao političar zaslužan što je 1867. prihvaćen drugi reformski zakon, kojim je pravo glasa prvi put prošireno na radništvo, te za socijalne reforme koje su poboljšale stambene uvjete i higijenu. Njegove ideje i politika snažno su djelovali na razvoj konzervativizma i pridonijele reformističkoj tradiciji koja se pozivala i na pragmatične instinkte konzervativaca i na njihov osjećaj društvene dužnosti.
Drukčiji primjer partenalnog konzervativizma zaživio je u Njemačkoj u vrijeme Otta von Bismarcka. Suočen s usponom socijaldemokracije, Bismarck je posegnuo za kombinacijom državne represije i socijalne reforme. Socijaldemokratska stranka je zabranjena, a njezine vođe progonjene, ali se državnim mjerama nastojalo siromašne vezati za poredak. U 1880-ima, Njemačka je stvorila pravu, istina ograničenu, socijalnu državu. Uveden je sustav zdravstvenog osiguranja, naknada za vrijeme bolesti i starosne mirovine. Iako je taj oblik paternalističkog konzervativizma imao zbog specifične njemačke tradicije snažna autoritarna obilježja, on se mogao prilagoditi demokratskim institucijama. Na taj se konzervativizam kasnije naslonila ideja i politika demokršćanstva.
Paternalistički konzervativizam predstavio se kao dostojan protivnik rastućem socijalizmu. Ostajući vjeran bitnim idejama konzervativne tradicije - autoritetu države, religijskim i obiteljskim vrijednostima, socijalnoj distanci - on je nudio sklad interesa zasnovan na uzajamnoj ljubavi, poštovanju i pokornosti jednih i vodstvu i brizi drugih. Prihvativši taj oblik konzervativizma kao svoje ideološko-programsko uporište, konzervativne stranke stekle su reputaciju umjerenih, reformističkih i pučki orijentiranih upravljača državom.

### Liberalni konzervativizam
Burke je bitno pridonio spajanju konzervativnih vrijednosti s ideologijom slobodnog tržišta te je time utemeljio tradiciju liberalnog konzervativizma koji se danas pojavljuje u obliku neokonzervativizma. Liberalni konzervativci polaze od ideje da liberalna ekonomija utemeljena na individualnoj slobodi stjecanja i raspolaganja može biti u skladu s tradicionalnom konzervativnom socijalnom filozofijom koja se temelji na vrijednostima kao što su autoritet i dužnost. Za Burka je slobodno tržište bilo učinkovito i pošteno, te istodobno prirodno i nužno. Ono je prirodno jer izražava žudnju za bogatstvom koja je dio ljudske prirode. Ta je ideja sve do polovice 20. stoljeća bila nevažni dio konzervativne tradicije i politike, kojima je dominirala paternalistička paradigma. Ali je tijekom 1960-ih ideje konzervativnih liberala Friedricha von Hayeka i Miltona Friedmana snažno prodiru među konzervativce, te putem politike tačerizma i reganizma dominiraju konzervativizmom krajem 20. stoljeća. Liberalni konzervativac nije spreman načelo individualne slobode proširiti iz ekonomske sfere na druga područja života. Za njega je sloboda ponajprije ekonomska sloboda, sloboda poduzetništva, sloboda izbora. On zadržava tradicionalno konzervativno gledanje na ljudsku prirodu kao nesavršenu, te je jaka država potrebna da održi javni poredak i osigura poštovanje autoriteta. Dok liberali vjeruju da tržišna ekonomija čuva individualnu slobodu i slobodu izbora, konzervativci su više privučeni tržištem kao instrumentom socijalne discipline. Tržište može prijetnjom nezaposlenosti odvratiti radnike od borbe za stalno veće nadnice. Zato je ono instrument održanja socijalne stabilnosti, koji djeluje usporedno s mnogim izravnijim instrumentima prisile kao što su policija i sudovi. Slobodno tržište i jaka država su formula tačerizma.
Istraživač suvremenog konzervativizma Peter Steinfels na američkom primjeru rezimira bitne ideje neokonzervativne analize. Prvo, neokonzervativci smatraju da je kriza autoriteta zahvatila Sjedinjene Države i Zapad. Vladajuće institucije lišene su legitimnosti te je potkopano povjerenje u vodeće elite. Ugroženi su društvena stabilnost i naslijeđe liberalne civilizacije. Drugo, tekuća je kriza ponajprije kulturna kriza, pitanje vrijednosti, morala i ponašanja. Nisu problem društveno-gospodarske strukture nego su naša uvjerenja postala slabija, naš moral je popustio te je iskvareno naše ponašanje. Treće, vlada je žrtva "preopterećenosti". Nastojeći učiniti što više, prirodno je doživjela neuspjeh i zbog toga potkopala svoj autoritet. Četvrto, suočen s krizom, neokonzervativizam ustraje na tome da se vlast ponovno potvrdi, a vlada zaštiti. Odgovornost za neuspjeh vladinih programa treba proširiti i time smanjiti mogućnost kritike i potkopavanja autoriteta vlade, zatim treba smanjiti očekivanja stanovništva te diskreditirati kritičare kao ideološke neprijatelje povezane s ekstremizmom (modernizam se povezuje s nihilizmom, kritika postupaka američke vlade s antiamerikanizmom, programi pomoći siromašnima s pljačkanjem, kritika troškova za naoružavanje s utjecajem komunizma, borba za prava žena ili homoseksualaca s razaranjem obitelji i sl.). Peto, nepouzdani međunarodni poredak zahtijeva stabilno, jedinstveno društvo na zemlji. Naglašavanjem opasnosti od komunizma i neliberalnih stajališta Trećeg svijeta postiže se potrebna nacionalna odanost i disciplina.
Glavni smjer neokonzervativne kritike liberalne države blagostanja jest analiza preopterećenosti. Neokonzervativci polaze od toga da je demokratski sustav najviše pridonio postavljanju pretjeranih zahtjeva državi. Došlo je do "prevelikog širenja" zahtjeva za participacijom, što se očituje u pretjernom politiziranju tema i konflikata. Kriza upravljanja nastaje zato što raste jaz između opsega zahtjeva i državne sposobnosti upravljanja, zbog čega se gubi povjerenje u sustav. Rješenja se traže u smanjenju opsega prava koja jamči država, čije održavanje vezuje ruke državnoj vlasti. Strategija rasterećenja države usmjerena je u dva osnovna pravca: prvi je tehnokratski - oslobođenje odlučivanja od političke kontrole i prepuštanje stručnjacima, a drugi je tržišni - prepuštanje mnogih funkcija prirodnim mehanizmima i odbacivanje distributivne pravednosti.
Nova desnica bliska je neokonzervativizmu. Ona kombinira napad na intervencionističku državu s moćnom ponovnom obnovom tradicionalnih vrijednosti koje se odnose na obitelj, ulogu žene, pobačaj, homoseksualnost i druga društvena pitanja. Ona počinje neoliberalnim ciklusom, ali ga produžuje u posve neegalitarnome i etatističkom smjeru, u kojemu se moralističkim zanosom siromašni uvjeravaju da socijalna pomoć obnavlja siromaštvo te da su nejednakosti prirodne i od Boga dane. S tim je shvaćanjem tijesno povezan novi moralizam, ksenofobija i autoritarni nacionalizam. U Ujedinjenom Kraljevstvu, Margaret Thatcher je zazivala povratak viktorijanskim vrijednostima, a u SAD-u je "moralna većina" vodila kampanju za povratkom obiteljskim vrijednostima. Osobito je u SAD-u ona povezana s oživljavanjem privrženosti religiji. Kampanje protiv pobačaja i Pro-life pokreti uspostavljaju kriterije moralno dobroga i lošega. Dok je za liberale moralni pluralizam zdrav jer potiče na različitost i racionalnu raspravu, za neokonzervativce i nove desničare on je vrlo opasan jer podriva koheziju društva. Otvoreno društvo je društvo u kojem nedostaju bilo kakvi ujedinjujući moralni standardi. Moderni konzervativac Daniel Bell tvrdi da je liberalizam u sferi obiteljskog, seksualnog i općenito moralnog života poguban za opstanak društva. Moralni relativizam, koji se temelji na uvjerenju o podjednakoj autentičnosti različitih vrijednosnih standarda, vodi krajnjem individualizmu, izoliranosti i nepovezanosti pojedinaca. Ako vlada moralni relativizam, a pojedinci rade ono što im se sviđa, nemoguće je uspostaviti civilizirane standarde ponašanja. Simptome toga neokonzervativci otkrivaju u američkom društvu od kraja 1960-ih: opće mu je obilježje slom autoriteta u obitelji i društvu. Zato se oni zauzimaju za oštre mjere radi poboljšanja stanja: strože kažnjavanje prijestupnika i uvođenje ili održanje smrtne kazne, za okrutnije izvršenje smrtne kazne, povećanje ovlasti policije, ali i njihovo jasnije definiranje. Tako se pozivanja na inicijativu i poduzetništvo u društvu ujedinjuju s potrebom za jakom državom i disciplinom. Margaret Thatcher je rudarske vođe 1984. – 1985. tretirala kao unutarnje neprijatelje od kojih se nacija mora zaštititi. Istodobno neokonzervativci upozoravaju na jačanje vanjskog neprijatelja. Ronald Reagan je Sovjetski Savez nazvao carstvom zla, a neokonzervativci su branitelji različitih represivnih i autoritarnih režima kao brane od komunizma. Njihova je formula jednostavna: slobodno tržište i jaka država. Neokonzervativci su često neoliberali koji polaze od toga da vjernost liberalnim vrijednostima razumijeva svijest da sam liberalizam nije dovoljan. Zato je neokonzervativizam mješavina ideja i tema koja obuhvaća liberalne i konzervativne tradicije.

## Konzervativizam u Hrvatskoj
Stipo Kljajić 2021. god. označava dalmatinskog franjevca Andriju Dorotića intelektualnim začetnikom konzervativizma: Dorotić je 1790. godine napisao knjigu "Razmišljanja o revoluciji u Francuskoj" s jasno izloženim i dobro obrazloženim protu-revolucionarnim stavom, i poslije sudjelovao u burnoj političkoj aktivnosti protiv francuske vladavine u Hrvatskoj koja je rezultirala ustankom dalmatinskih Hrvata 1806. godine.
Na početcima modernog doba, pojavili su se u Hrvatskoj intelektualci koji su bili u stanju iznijeti politički stav koji je uključivao poštivanje tradicije, narodnog duha i modela socijalne organizacije koji su se u hrvatskoj praksi dokazali uspješnima. Među njima je primjerice bio Ognjeslav Utješinović Ostrožinski (Ostrožin kraj Gline, 21. kolovoza 1817. – Zagreb, 8. lipnja 1890.), koji se u razdoblju nakon revolucije 1848. - 1849. godine zalagao za napredak - predlaže tako reformu u kojima bi se žiteljima Vojne krajine priznalo sva građanska prava - ali uz oslanjanje na u tradiciji prokušane oblike socijalnih odnosa koje narod vrijednosno prihvaća. Ukazuje osobito na novije zakonodavstvo koje potiče razbijanje kućnih zadruga u Hrvatskoj, koje uzrokuje proletarizaciju seoskog stanovništva i posljedično otvaraju prostor za širenje revolucionarnih ideja među osiromašenim pučanstvom. Stoga predlaže zakonske izmjene koje bi bile sukladne ranijem hrvatskom običajnom pravu, kako bi se omogućilo održavanje života na selu za što veći dio pučanstva.
Na prijelazu iz 19. i 20. stoljeće u političkom životu Hrvatske u sklopu Austro-Ugarske ima u Hrvatskoj konzervativne misli kakva je tada postojala i drugdje u Europi; tako Anton Gustav Matoš u svojem novinarskom i književnom radu iznosi kritike tadašnjeg kapitalističkog poretka - ali ne s ljevičarskih, nego s konzervativnih polazišta.
Konzervativne ideje i vrijednosti nisu u Hrvatskoj dobile oblik profilirane ideologije koju bi zastupala određena politička snaga (politička stranka ili pokret). Stanoviti izuzetak se sastoji u djelovanju Katoličke Crkve kao snažnog nositelja i oblikovatelja konzervativne tradicije, ideja i vrijednosti. 
U Hrvatskoj je konzervativizam postojao više kao obilježje političke kulture određene težnjom za očuvanjem tradicionalnih prava i institucija, nacionalne tradicije i postignuća te za postizanjem nacionalne slobode i državne autonomije u kojoj bi se takva težnja mogla ostvariti; otuda je on bio sastavnicom gotovo svih velikih nacionalnih kretanja. Ilirski pokret nije imao samo liberalnu, nego i konzervativnu stranu. Jedan dio prvaka iliraca, grof Janko Drašković, još je u svojoj poznatoj Disertaciji iz 1832. dao najpotpuniji politički program preporodnog pokreta s njegovim zahtjevima za političkom samostalnošću u sklopu jednog "kraljevstva iliričkoga", zahtjevima za razvojem trgovine i kredita, demokratizacijom školstva i narodnim jezikom kao službenim. Ali je taj program istodobno bio duboko društveno konzervativan. Postojeći feudalni sustav držao je "ogledalom društvene ćudorednosti", a od svoje "braće" plemića zahtijevao je da "štibraškom puku" budu "njegovi oci i njemu sirotočuvari". Drukčiji tip konzervativnog nagnuća nalazimo u svećenika i prvaka dalmatinskih narodnjaka Mihovila Pavlinovića, dosljednog zagovornika sjedinjenja Dalmacije s Hrvatskom. On je bio pobornik papinske svjetovne vlasti, a zastupao je "strogi katolički smjer" te se u Narodnoj stranci ogorčeno suprotstavljao liberalnom stajalištu Mihe Klaića unesenome u program stranke iz 1872. – 1873., prema kojemu se "u pitanjima vjerozakonskim ostavlja sloboda uvjerenjim pojedinca", što je gotovo dovelo do raspada stranke. U svojem zagriženom katolicizmu Pavlinović je čak bliskom suradniku Josipa Jurja Strossmayera, kanoniku Franji Račkom predbacio da nije Hrvat u duši i da ne vidi snagu katolicizma. Franju Josipa smatrao je hrvatskim kraljem koji će ujediniti hrvatske zemlje. U Kraljevini Jugoslaviji političke i ideološke borbe vodile su se uglavnom oko rješavanja nacionalnog pitanja, što je nakon ubojstva prvaka Hrvatske seljačke stranke (HSS) u Narodnoj skupštini u Beogradu 1928. i pretvaranja HSS-a u nacionalni pokret stvorilo krajnje neliberalni milje u kojemu su tradicionalni i katolički konzervativizam zavladali kulturnim područjem, a desni dio nacionalnog pokreta radikalizirao svoju ideološku retoriku i program. Niz pravaških teoretičara i publicista okreće se novom autoritarnom smjeru europske politike te u svojim djelima odbacuje liberalnu demokraciju i zagovara autoritarne ideje i vrijednosti. Znatan dio njih pozdravio je uspostavu Nezavisne Države Hrvatske i oni su se uključili u njezine institucije. Neokonzervativna ideološka mješavina autoritarne države, novog moralizma i slobodnog tržišta bila je iznimno privlačna konzervativnim političarima i ideolozima u postsocijalističkim tranzicijskim državama. U Hrvatskoj je ona postala važnim dijelom ideologije hrvatskog nacionalnog pokreta što ga je u programu državnog osamostaljenja Hrvatske i napuštanja komunističkog poretka mobilizirala Hrvatska demokratska zajednica (HDZ). Na tim vrijednostima razvijen je autoritarni sustav vladanja i uspostavljena svojevrsna ideološka hegemonija HDZ-a te je poduzeto preoblikovanje nacionalnog identiteta okupljanjem elemenata "državotvorne" tradicije hrvatskog naroda i uklanjanjem svega što je "nespojivo" s tom tradicijom (ponajprije ideja i vrijednosti europskog političkog liberalizma). Nakon gubitka vlasti 2000., HDZ je započeo proces ideološkog osuvremenjivanja u tradiciji umjerenog europskog konzervativizma.
Stipo Kljajić među istaknute hrvatske konzervativne mislioce, nakon gore spomenutog Andrije Dorotića (1761.-1837.) ubraja i suosnivača dalmatinske Narodne stranke franjevca Mihovila Pavlinovića (1831.-1887.), pravnika i rektora Sveučilišta u Zagrebu Kostu Vojnovića (1832.-1903.), nadbiskupa i osnivača Hrvatske akademije znanosti i umjetnosti Josipa Jurja Strossmayera (1815.-1905.), filozofa i osnivača Odsjeka za pedagogiju Filozofskog fakulteta u Zagrebu Đuru Arnolda (1853.-1941.), teologa i rektora Sveučilišta u Zagrebu Stjepana Zimmermanna (1884.-1963.), pisca knjige "Socijalna filozofija boljševizma" dominikanca  Dominika Barača (1912.-1945.), novinara i spisatelja Milivoja Magdića (1900.-1948.), filozofska i dominikanca Hijacinta Boškovića (1900.-1947), svećenika i sociologa  Bonifacija Perovića (1900.-1979.), povjesničara i novinara Bogdana Radicu (1904.-1993.), te prvog predsjednika Republike Hrvatske Franju Tuđmana (1922.-1999.).

## Vanjske poveznice
- "Mijene i konjunkture konzervativizma", Rade Kalanj, Revija za sociologiju, Vol. 29 No. 3-4, 1998.